# Lucas Gómez
Lucas Gómez (* 11. August 1995 in Tijuana) ist ein mexikanischer Tennisspieler.

## Karriere
Gómez spielt hauptsächlich auf der ITF Future Tour, wo er bislang je zwei Titel im Einzel und Doppel gewann.
2016 kam er in Acapulco bei den Abierto Mexicano Telcel durch eine Wildcard zu seinem Debüt auf der ATP World Tour. Er verlor in der Auftaktrunde gegen Víctor Estrella mit 4:6, 2:6.
2013 spielte Gómez erstmals für die mexikanische Davis-Cup-Mannschaft bei der Begegnung gegen Paraguay. Seine Bilanz lautet bislang 1:4, bei der alle Partien im Einzel absolviert wurden.